# 최경환 (종교인)
최경환(崔京煥, 1805년 ~ 1839년 9월 12일)은 조선의 천주교 박해 때에 순교한 한국 천주교의 103위 성인 중에 한 사람이다. 세례명은 프란치스코(Franciscus)이다.

## 생애

### 출생과 가문
최경환은 1805년에 충청도 홍주목 다래골에 있는 한 부유한 경주 최씨 집안에서 6남매 중에 막내로 태어났다. 그의 조부 최한일은 그 가문 최초의 천주교 신자로서 이존창 루도비코에게 교리를 배운 후 1787년에 세례를 받았다.

### 수리산 정착과 신앙생활

#### 정착하다
오랜 시간 동안 조선교회에서는 천주교 사제의 부재로 인하여 그 지역의 많은 천주교 신자들이 이름만 천주교 신자였다. 신앙생활할 천주교 사제가 없었으므로, 천주교 신자들은 십계명을 따르는 등의 천주교 신앙을 실천하기에는 많은 어려움이 있었다. 최경환은 그 상황을 묵인할 수 없었기에 가족과 함께 한양으로 이사해서 살다가 지배계급의 탄압을 피해 강원도 금성과 경기도 부천을 거쳐 경기도 과천의 수리산 산속에 있는 한 마을에 정착했다.

#### 공동체생활
새로 발견한 그 마을에서 그는 신앙 생활을 영위할 수 있었다. 그는 산 중턱을 개간하여 담배를 심고 새로 이주해 온 천주교 교인들이 자신들의 집을 짓는데 일손을 거들었다. 그들은 혼심을 다해 십계명을 지켰으며 밤에는 교리를 공부했고 묵상과 기도에 몰두했다.

#### 신앙을 지도하다
처음에는 서너 집안만이 그 마을에 정착했는데, 점차 그 수가 늘어 스무 세대가 넘었다. 밤이 되면 최경환은 그들을 모두 자신의 집에 불러 모아 교리를 가르쳤다. 교회의 가르침에 대한 그의 강의는 진지하고 간명했으며 설득력 있었다. 그의 언변이 널리 알려져, 멀리서도 천주교 교인들이 그의 강의를 듣기 위해 몰려 왔다.

#### 불타는 신심
그는 많이 배운 사람은 아니었지만, 묵상과 신심서적의 공부는 그의 마음을 하느님에 대한 사랑으로 불타오르게 했으며, 그는 교회의 심오한 진리에 대한 놀라운 지식을 갖게 되었다. 일하면서도 집에서도 밭에 있을 때나 길을 걸을 때나 그의 마음에는 언제나 하느님과 함께였다. 그는 결코 하느님의 사랑과 헌신에 관련 없는 말은 하지 않았다.

#### 박해와 각오
1839년에 그는 교리 교사로 임명되었다. 1839년 기해년에 박해가 발발하여 한양 곳곳의 많은 천주교인들이 체포되어 굶주림을 비롯한 많은 고통을 겪었다. 최경환은 돈을 모아 여러 곳을 돌아다니며 투옥된 교우들과 가난한 교우들을 위하여 그 돈을 썼다. 그는 또한 순교자들의 시신을 장사지내는 일을 도왔다.

##### 순교를 생각하다
그는 집으로 돌아와 가족들에게 순교를 각오토록 당부했다. 그는 모든 성물을 모아 교리 서적들만 제외하고 모두 땅에 묻었다. 그는 이렇게 말했다. "우리는 우리의 성물들을 숨겨야 한다. 그래야 그것들이 더럽혀지지 않는다. 하지만 책들은 천주교 사제의 축복이 없어도 되었던 것들이다. 한 군졸이 전쟁에 나가려면 전투 훈련이 필요하다. 그와 마찬가지로 우리는 더 열심히 모든 교리서를 공부해야 한다."

### 아들의 유학
1836년, 최경환이 31세가 되었을 때, 파리 외방전교회의 선교 사제 피에르 모방 신부가 조선에 입국했다. 모방 신부는 외국인 사제가 조선에 들어와서 산다는 것이 얼마나 어려운 일인지 알고 있었기 때문에, 젊은 조선인들을 해외로 보내 천주교 사제 수업을 받게 하기로 결심했다.
모방 신부에게 최경환의 장남 최양업이 비범한 총명함을 지닌 젊은 교우로 알려졌으므로, 모방 신부는 그의 부모를 만나 부탁하였다. "최경환 프란치스코 형제님, 이성례 마리아 자매님. 저는 오늘 매우 중요한 일에 대하여 여러분의 의견을 듣고자 왔습니다. "저는 여러분의 자제 최양업 토마스가 매우 똑똑하다고 들었습니다. 저는 그를 마카오로 보내 천주교 신부 수업을 받도록 하고 싶습니다. 승낙해 주시겠습니까?" "신부님, 고맙습니다. 이것은 저희의 뜻이 아니라 하느님의 부르심이겠지요. 저희는 저희집에 그러한 은총과 행복이 찾아올 줄은 생각도 못했습니다. 또 한번 감사드립니다." 그렇게 부부는 흔쾌히 승낙했다.
당시 유교의 영향력은 조선인들은 형제의 집으로도 쉬이 아들을 살러 보내지 않는 그런 것이었다. 그러나 그 부부는 그들의 아들을 멀리 외국으로 보내는 것이 하느님의 뜻임을 깨달았다.

### 체포
1839년 7월 31일 밤, 포도대가 한양에서부터 수리산에 있는 그 마을로 최경환의 집을 포위하고는 고함을 지르며 욕을 하며 대문을 부수고 들어갔다. 그러나 최경환은 그들을 반가운 손님을 대하듯 환영했다. "어서오십시오. 여러분 왜 이렇게 오래 걸리셨습니까? 저희는 오래도록 여러분을 기다리고 있었습니다. 우리는 모두 준비가 되었습니다. 들어오셔서 동틀 때까지 쉬시지요. 우리 모두 새벽에 떠납시다." 그리고 그는 그들에게 막걸리를 대접했다. 포졸들은 그의 태도에 놀라 서로에게 말했다. "이 사람들은 참으로 진실된 신자들이다. 그들이 도망갈 염려는 없겠으니 여기서 쉬다 가자."
포졸들이 쉬는 동안, 최경환은 마을을 돌아다니며 주민들에게 말했다. "이 박해는 전국적이며 조정의 의도가 교회를 완전히 뿌리 뽑으려는 것으로 보입니다. 새벽에 우리 같이 포졸들과 함께 갑시다. 가서 우리의 신앙을 증언하고 순교자가 됩시다." 천주교인들은 모두 그의 제안에 동의했다. 그리고 그는 그의 자식들에게 말했다. "네가 여기에 남는다 하더라도 죽음을 피할 수는 없다. 집에서 죽기를 갈망하느니 차라리 한양에 있는 감옥에서 죽는 것이 낫다. 감옥에서 증언하며 죽는 것이 진정한 순교이다."
새벽이 되자 그는 일어나 포도대에게 아침 식사를 대접했다. 그는 낡은 옷을 입고 있는 한 포졸에게 깨끗한 옷 한 벌을 입으라고 주었다. 마을 사람들이 전부 검거되어 차례차례 그들이 천주교인인지를 질문 받았다. 배교한 사람들은 석방되었다.
이른 아침에 최경환 외 어린이들이 포함된 40 여명이 모여 한양으로 향했다. 그 수가 총 100 여명에 달했다는 기록도 있다. 최경환이 앞장서 가고 남성들이 뒤를 따랐으며 여성과 아이들이 그 뒤를 따랐다. 포도대가 맨 뒤에서 그들을 몰아갔다. 최경환은 지친 교우들에게 한 천사가 황금 자로 그들의 보폭을 재고 있다고 말하며 그들이 십자가에 매달린 예수를 상기토록 격려했다. 그 때는 한여름이었으므로 특히 여성과 아이들의 걸음을 더디게 만들었다. 그들의 기이한 행렬을 본 사람들 중에는 그들에게 욕설을 퍼붓는 사람들도 있었고 그들을 불쌍히 여기는 사람들도 있었다.
그들이 서대문에 당도했을 때, 사람들이 그들에게 소리를 질렀다. "이 사악한 년놈들아. 너희들이 죽기를 바란다면 죽어라. 그런데 어쩌자고 죄 없는 아이들 마저 함께 죽게 만드느냐?" 죄수들은 밤이 되어 감옥에 도착하였다.

### 투옥과 고문
다음날 심문이 시작되었다. 포장이 말했다. "믿고 싶으면 혼자 믿어라. 다른 사람들을 현혹하지 말아라." 이 훈계에 최경환이 답했다. "천주교를 믿지 않는 사람은 모두 지옥에 갑니다." 사람들이 천주교를 믿도록 권하는 것은 그들의 영혼을 지옥에서 구하고자 하는 사랑하는 마음에서 나오는 일이입니다. 화가난 포장은 그가 그 말을 철회하고 배교할 때까지 그를 고문하라 명령했다. 그러나 그는 자신의 온몸이 피투성이가 되고 상처로 뒤덮여도 용감하게 고문을 견뎠다.
최경환은 엄청난 양의 피를 흘리고 곳곳의 뼈가 노출되었지만, 그의 신앙은 확고부동했다. 다음은 다른 천주교인들이 부름을 받아 심문을 받았다. 하지만, 그들은 가혹한 고문을 견디지 못했고 결국 최경환과 그의 아내 이성례 그리고 그의 친척 중 여성 한 명 이 에메렌시아 이렇게 단 세 명만 제외하고 모두 자신들의 종교를 부인했다. 교리 교사인 최경환은 떠나가는 교우들을 보고 수리산 공동체에 단 세 명만이 남았다며 슬퍼했다.
포장이 최경환의 아들 중에 최양업이 신학을 공부하러 마카오로 갔다는 사실을 알게되자, 형리들은 그가 하느님을 부인토록 만들기 위해 더욱더 압박을 가했다. 그들은 그를 격심하게 때렸고 그의 팔과 다리의 뼈는 모두 탈구되었다. 최경환은 그들에게 말했다. "당신들이 나를 먹지 못하게 만들 수는 있어도, 절대로 내가 하느님을 부인토록 만들 수는 없습니다." 그는 또한 "어떻게 감히 당신들이 저더러 교회를 배신하라 명령하신단 말입니까? 보통 사람들 사이에서도 배신은 나쁜 것으로 여겨집니다. 얼마나 더 많은 사람들이 그렇게 하느님을 배신해야겠습니까?"
증언들에 따르면, 최경환은 두 달 동안 감옥에 있으면서 그의 온몸이 상처투성이가 될 때까지 고문을 받지 않은 날이 거의 없었다고 한다.
그는 태형 340 대와 곤장 110대를 맞았다. 모든 것에도 불구하고, 그는 결코 기도하기와 그 주변의 사람들에게 복음을 전도하기를 멈추지 않았다. 하루는 포장이 최경환의 고통을 가중시키기 위해 한 흉포한 강도범과 그를 서로 가까이 묶어 놓았다. 그 죄수는 최경환을 비웃으며 그의 상처를 발로 찼다. 그러나, 최경환은 말 한마디 없이 폭행을 견뎠고, 그 죄수는 결국 그의 인내에 압도되어 폭행을 멈추고서는 큰 소리로 감탄했다. "만일 누가 천주교를 믿고 있다면, 그들은 이 사람과 같을 것이다."
만일 그의 인내와 용기가 하느님에 대한 깊은 신앙에서 비롯된 것이 아니었다면 그는 결코 그러한 극심한 고문과 고난을 견딜 수 없었을 것이다. 그는 고통의 와중에서도 어디서든 하느님의 교리에 대한 설명을 부탁받았고, 기쁨에 가득차 기꺼이 죄수들에게 교리를 전파했다. 어느 날 한 형졸이 자신에게 앵베르 주교의 주교관과 제의를 입히려 하자, 그것을 물리쳤는데, 그 형졸은 그것들을 한 죄수에게 입혔다. 그것을 본 최경환은 공손히 업드려 십자가에 절한다 말하였다.
9월 11일, 최경환은 다시 법정에 불려 나가 치도곤 25대를 맞았는데, 그것이 그의 마지막 고문이었다.

### 순교
그는 그의 옥방으로 다시 돌아와서는 자신이 살 날이 머지 않았음을 알고 교우들에게 말하였다. "저는 칼 아래서 죽음으로써 신앙을 증언하기를 원합니다. 그러나 하느님의 뜻은 제가 감옥에서 죽는 것이군요." 몇 시간이 지나고 그는 1839년 9월 12일에 숨을 거두었다. 그때 그의 나이 35세였다. 그의 죽음이 참수형과 같이 극적이지는 않았지만, 그의 정신은 여전히 많은 천주교 신자들에게 진정한 신앙의 영웅적인 기적으로써 밝게 빛나고 있다.

### 아내의 순교
그의 아내 이성례는 어린 자식들에 대한 모성애를 이기지 못하고 배교한다 말했지만, 즉시 그 결정을 후회하고 철회하였다. 그녀는 엄청난 고통을 겪고서 1839년 12월 27일에 39세의 나이로 당고개에서 참수되었다.

## 시복 · 시성
최경환 프란치스코는 1925년 7월 5일에 성 베드로 광장에서 교황 비오 11세가 집전한 79위 시복식을 통해 복자 품에 올랐고, 1984년 5월 6일에 서울특별시 여의도에서 한국 천주교 창립 200주년을 기념하여 방한한 교황 요한 바오로 2세가 집전한 미사 중에 이뤄진 103위 시성식을 통해 성인 품에 올랐다.

## 아들 최양업
최경환의 장남 최양업 토마스(1821-1861)는 1849년에 상하이에서 천주교회 사제로 서품 받았고 조선으로 귀국했다. 그는 12년 동안 조선에서 외국인 천주교회 사제의 발길이 미치지 못하는 외딴 지역들에서 일했다. 또한 그는 천주교 순교자들에 대한 많은 정보를 모아 라틴어로 번역하여 로마로 보냈다. 달래의 《조선 교회사》의 많은 부분이 최양업 신부의 그 업적에 의한 것이다. 《조선 교회사》 외에도, 최양업은 조선의 문화와 전통, 지리, 문학 그리고 예술에 대하서 많은 분량을 기술하여 그것들을 서양인들에게 널리 소개했다.
그는 조선의 천주교 신자들을 위한 교리서도 저술하였다. 그의 시 중에 한 구절은 그의 마음을 묘사하고 있다.
| “ | 오 그래요. 교우들이여. 저희를 모두 저희의 진정한 고향을 찾으러 갑시다. | ” |

## 참고 문헌
- (영어) Catholic Bishop's Conference Of Korea. 103 Martryr Saints: 최경환 프란치스코 Franciscus Choe Kyong-hwan